# Hillscheid
Hillscheid település Németországban, Rajna-vidék-Pfalz tartományban. Lakosainak száma 2448 fő (2023. december 31.). Hillscheid Montabaur községgel határos.

## Népesség
A település népességének változása:
| Lakosok száma | 2460 | 2468 | 2452 | 2430 | 2443 | 2448 |
|               | 1975 | 2017 | 2019 | 2021 | 2022 | 2023 |